# Jean-Étienne-Marie Portalis

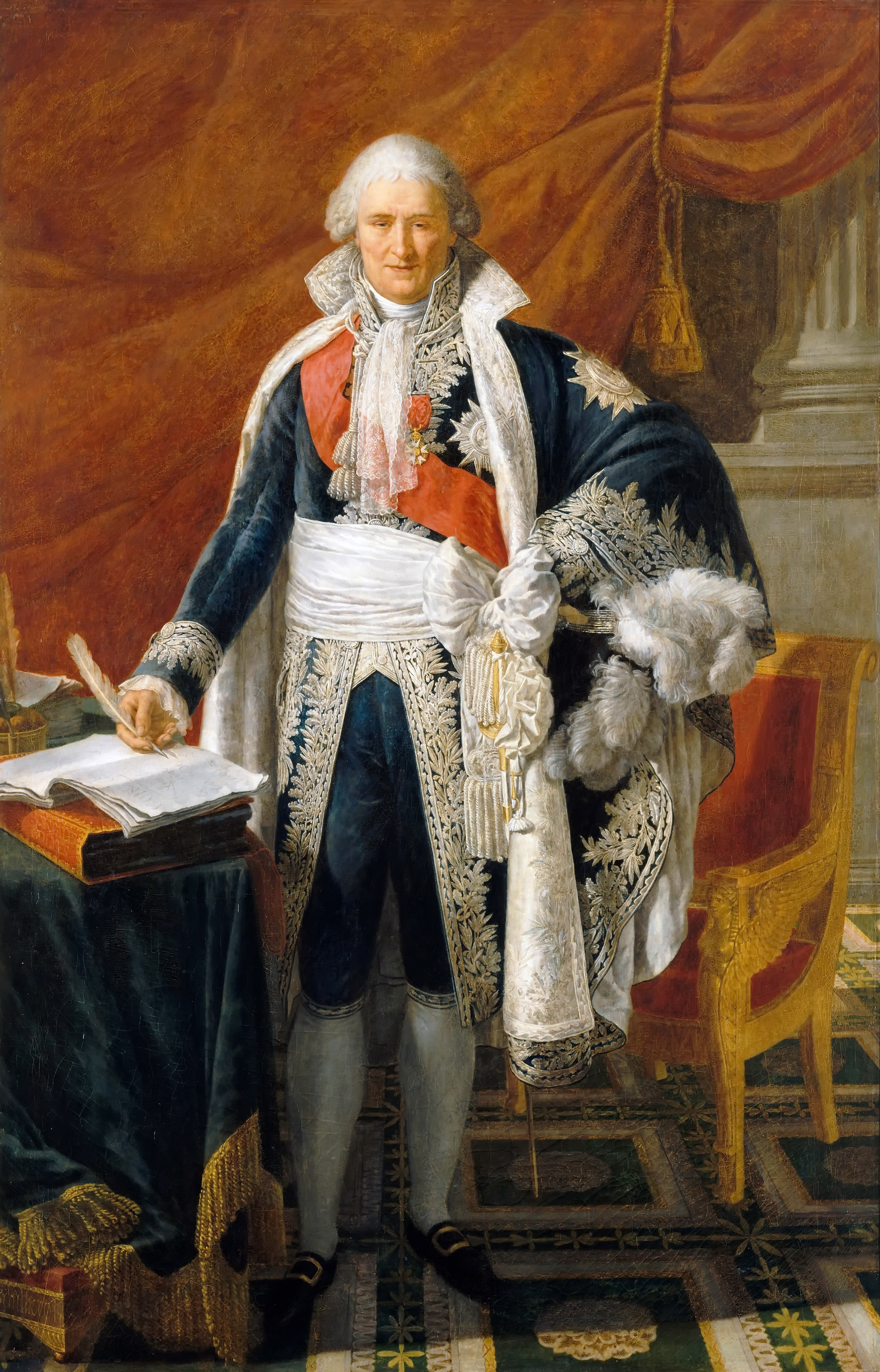
Jean-Étienne-Marie Portalis (gemalt von Pierre Gautherot)

Jean-Étienne-Marie Portalis (* 1. April 1746 in Le Beausset; † 25. August 1807 in Paris) war ein französischer Jurist, Rechtsphilosoph und Kultusminister.

## Biographie
Jean-Étienne-Marie Portalis entstammte einer großbürgerlichen provenzalischen Familie. Er trat 1765 in Aix-en-Provence als Advokat auf und erwarb sich bald durch seine Kenntnisse und Beredsamkeit eine bedeutende Praxis. Eine seiner ersten Schriften, die er noch als Student veröffentlichte, war eine Widerlegung von Rousseaus Émile, in der er die Gefahren des Unglaubens schilderte. Durch die Schrift Sur la distinction des deux puissances (1766), die gegen den Klerus gerichtet war, und die Consultation sur la validité des mariage des protestants en France (Paris 1770) wurde er auch in weiteren Kreisen bekannt. Ab 1778 war er in der ständischen Verwaltung seiner Heimat tätig.
Beim Ausbruch der Französischen Revolution zog Portalis sich wegen der Gefahr für seine persönliche Sicherheit auf das Land zurück. Später ging er nach Lyon und 1793 nach Paris, wo er als verdächtige Person verhaftet und bis zum Sturz Robespierres (Juli 1794) gefangen gehalten wurde. Danach wieder in Freiheit gesetzt, wirkte er in der Hauptstadt als Rechtsanwalt und wurde 1795 vom Département Seine in den Rat der Alten gewählt, dessen Präsident er 1796 wurde. Mit seinem Rednertalent unterstützte er die gemäßigte Partei und bekämpfte das Verfahren des Direktoriums. Nach dem Staatsstreich des 18. Fructidor V (4. September 1797) wurde er zur Deportation nach Guayana verurteilt, doch entkam er nach Holstein zum Grafen Friedrich Karl von Reventlow.
Nach dem Staatsstreich des 18. Brumaire VIII (9. November 1799) nach Frankreich zurückgekehrt, wurde Portalis von Napoleon Bonaparte zum Gouvernementskommissar des Prisengerichts ernannt. Als Mitglied des Staatsrats, in dem er im September 1801 Sitz und Stimme erhielt, war er maßgeblich an der Ausarbeitung des Code civil, einem der bedeutenden Zivilgesetzbücher der Vernunftrechtsgeschichte, beteiligt. Nachdem er für die Ordnung der kirchlichen Angelegenheiten und den Abschluss des Konkordats mit dem Papst tätig gewesen war, wurde er 1803 von Napoleon zum Senator und im Juli 1804 zum Religionsminister (ministre des cultes) ernannt. Als solcher ließ er sich die Befestigung der monarchischen Staatsform sehr angelegen sein. Napoleon, der Kaiser geworden war, belohnte ihn mit der Verleihung des Großkreuzes der Ehrenlegion. Die letzten Lebensjahre wurden Portalis durch eine Augenkrankheit, durch die er fast völlig erblindete, verleidet. Er starb am 25. August 1807 im Alter von 61 Jahren und wurde im Panthéon von Paris beigesetzt.
Außer seinen interessanten Discours, rapports et travaux inédits sur le Code civil (Paris 1844) und Discours, rapports et travaux  sur le concordat de 1801 (Paris 1845), die nach seinem Tod von Frédéric Portalis veröffentlicht wurden, hinterließ Portalis das Werk De l’usage et de l’abus de l’esprit philosophique durant le dix-huitième siècle (2 Bde., Paris 1820; 3. Aufl. 1833).